# Прокопенко Микола Антонович (художник)
Микола Антонович Прокопенко (нар. 7 квітня 1924, Квітки — пом. 25 лютого 2001) — український художник; член Спілки радянських художників України України з 1959 року.

## Біографія
Народився 7 квітня 1924 року в селі Квітках (нині Звенигородський район Черкаської області, Україна). У роки німецько-радянської війни під час німецької окупації України потрапив на примусові роботи до Німеччини, потім — до Австрії. Додому повернувся у 1945 році.
Два роки навчався в Дніпропетровському художньому училищі; протягом 1950—1956 років — у Київському художньому інституті у Василя Касіяна, Іларіона Плещинського, Олександра Максименка.
Після здобуття фахової освіти три роки працював художнім редактором видавництва «Молодь», потім займався лише творчою діяльністю. Член КПРС з 1967 року. Жив у Києві, в будинку на вулиці Великій Житомирській, № 14, квартира, № 10. Помер 25 лютого 2001 року.

## Творчість
Працював у галузях станкового живопису, станкової та книжкової графіки. Оформив і проілюстрував понад 200 книг класиків української і світової літератури, створив понад сто портретів українських діячів. Серед робіт:
- серія картин «Перегук» за повістю Івана Франка «Захар Беркут» (1964);
- триптих «За землю, за волю» (1967, темпера);
- «З повного відра» (1969, темпера);
- серія «Така її доля» за мотивами поезій Тараса Шевченка (1970, темпера);
- «Літописець» (1978);
- «Похід Ігоря» (1978);
- «Плач Ярославни» (1978);
- «Портрет матері» (1979);
- «Розкажіть мені, мамо» (1988);
- «У задумі» (1992).

ілюстрації до книг
- «Полк Тимофія Черняка» Олеси Десняка (1958);
- «Золотий Кораблик» Бориса Антоненка-Давидовича (1960);
- «Даринка з братиком» Івана Виргана (1963);
- «Олеся» Олександра Купріна (1965);
- «Правда і кривда» Михайла Стельмаха (1965);
- «Микола Джеря» Івана Нечуя-Левицького (1970).

Брав участь у республіканських виставках з 1959 року, зарубіжних — з 1956 року. Персональні виставки відбулися у художній галереї Корсунь-Шевченківського державного історико-культурного заповідника у 1997 році, Національному музеї Тараса Шевченка у Києві у 1998 році, Черкаському обласному художньому музеї у 1999 році.
У фондах Корсунь-Шевченківського державного історико-культурного заповідника зберігається 2 308 творів митця. Його роботи знаходяться ще в 20 музеях і в багатьох приватних колекціях в Україні й за кордоном.